# Якубаш, Йозеф
Йозеф Якубаш (в.-луж. Józef Jakubaš; нем. Josef Jakubasch, 15 ноября 1890 года, деревня Бойсвецы, Лужица, Германия — 13 февраля 1958 года, Ворклецы, ГДР) — католический священник, лужицкий писатель и поэт.

## Биография
Родился в 1890 году в крестьянской семье в лужицкой деревне Бойсвецы (Кляйнпоствиц). С 1904 по 1913 года обучался в Лужицкой семинарии в Праге, где также окончил в 1910 году малостранскую гимназию. В 1911 году вступил в серболужицкую культурно-просветительскую организацию «Матица сербо-лужицкая». Продолжал своё богословское образование в Падеборне в 1913—1914 годах. В 1916 году был рукоположен в священники в Праге.
С 1916 по 1918 года служил в одном из католических приходов в Дрездене. С 1921 по 1923 года — последний префект Лужицкой семинарии перед её закрытием. В 1923 году возвратился в Лужицу, где некоторое время служил в Хросчицах. С 1923 по 1925 года обучался каноническому праву в Риме. Защитил в Риме диссертацию на соискание научного звания доктора канонического права. После возвращения в Лужицу в 1925 году был назначен настоятелем католического прихода в городе Лёбтау. С 1939 года до конца Второй мировой войны — настоятель Серболужицкого храма в Будишине.
Свои первые стихотворения опубликовал в 19-летнем возрасте в журналах «Katolski Posoł» и «Krajan». В 1914 году опубликовал книгу «Serbski kraj, krasny raj». С 1920 по 1924 года — редактор журнала «Krajan».
Семья
Старший брат Филиппа Якубаша и племянник филолога Филиппа Резака.